# 河南町立白木小学校
河南町立白木小学校（かなんちょうりつ しらきしょうがっこう）は、大阪府南河内郡河南町大字加納にあった公立小学校。
2019年に河南町立河内小学校･河南町立中村小学校と統合され、河南町立かなん桜小学校となった。

## 沿革
- 1887年4月20日 - 加納尋常小学校として開校。
- 1918年12月15日 - 現在地に移転。
- 1941年4月1日 - 南河内郡白木国民学校と改称。
- 1947年4月1日 - 白木村立白木小学校と改称。
- 1956年9月30日 - 合併により河南町が発足し、河南町立白木小学校と改称[2]。
- 2005年11月 - 校庭芝生化完成（Jリーグ百年構想 芝生の学校応援企画）[3]。
- 2019年3月23日 - 閉校式[1]。